# Evan Jonigkeit

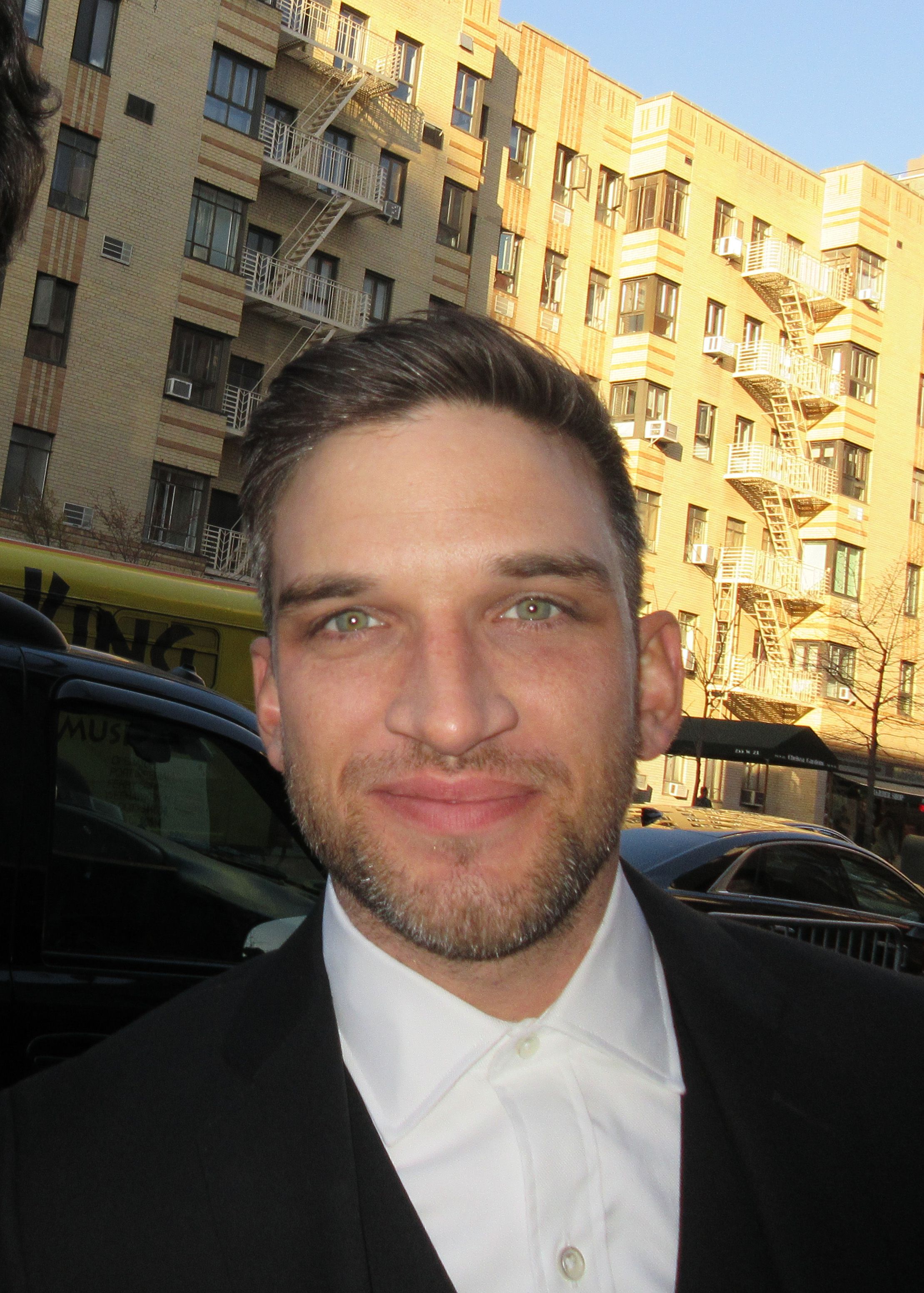
Evan Jonigkeit (2018)

Evan Jonigkeit (dʒɒnəkaɪt; * 18. Februar 1983 in Langhorne, Bucks County, Pennsylvania) ist ein US-amerikanischer Schauspieler und Filmproduzent.

## Leben
Jonigkeit wurde am 18. Februar 1983 in Langhorne als Sohn von Theresa und Steve Jonigkeit geboren und machte 2001 seinen Abschluss an der Neshaminy High School. Über ein Baseball-Stipendium wurde er an der Temple University in Philadelphia angenommen. Wegen einer langanhaltenden Sportpause aufgrund einer Sehnenscheidenentzündung wendete er sich schließlich dem Theater zu. Er ist seit dem 2. Oktober 2016 mit der Schauspielerin Zosia Mamet verheiratet.
Während seiner Tätigkeit als Theaterdarsteller in Philadelphia wurde er von einer New Yorker Agentur entdeckt. Ab 2007 erhielt er kleinere Rollen in Kurzfilmen und Fernsehserien. 2014 spielte er in zwei Episoden der Fernsehserie Girls die Rolle des Parker. Im selben Jahr war er in X-Men: Zukunft ist Vergangenheit in der Rolle des Toad zu sehen. 2015 spielte er im Western Bone Tomahawk die Rolle des Deputy Nick. 2016 wirkte er in der größeren Rolle des Nico im Filmdrama Tallulah mit. Ab demselben Jahr bis 2017 war er in 12 Episoden der Fernsehserie Frontier in der Rolle des Captain Chesterfield zu sehen. Zeitgleich bis einschließlich 2019 wirkte er in der Fernsehserie Easy mit. 2020 spielte er in The House at Night die Rolle des Owen und in The Empty Man die Rolle des Greg. Im Folgejahr übernahm er eine Kleinstrolle im Film Together Together. 2022 spielte er in acht Episoden der Fernsehserie Archive 81 die Rolle des Samuel. Nach der ersten Staffel wurde die Serie bereits wieder abgesetzt.
Seit 2016 tritt er auch als Filmproduzent in Erscheinung. In diesem Jahr erschien der Kurzfilm Mildred & The Dying Parlor, in dem er auch eine Darstellerrolle übernahm. 2017 folgte die Produktion des Spielfilms Kate Can’t Swim, in dem er erneut auch als Schauspieler zu sehen war.

## Filmografie (Auswahl)

### Schauspiel
- 2007: Sarah + Dee (Kurzfilm)
- 2007: Mysterious Journeys (Fernsehdokuserie, Episode 2x09)
- 2008: Calendar Girl (Kurzfilm)
- 2008: Amazing Sports Stories (Fernsehserie, Episode 1x01)
- 2008: Miles to Go (Kurzfilm)
- 2008: Crooked Necktie (Kurzfilm)
- 2010: The Gift
- 2010: Jung und Leidenschaftlich – Wie das Leben so spielt (As the World Turns, Fernsehserie, Episode 1x13834)
- 2014: Girls (Fernsehserie, 2 Episoden)
- 2014: X-Men: Zukunft ist Vergangenheit (X-Men: Days of Future Past)
- 2014: Good Wife (The Good Wife, Fernsehserie, Episode 6x02)
- 2015: Bone Tomahawk
- 2016: Tallulah
- 2016: Whiskey Tango Foxtrot
- 2016: Broad City (Fernsehserie, Episode 3x06)
- 2016: The Lennon Report
- 2016: Unbreakable Kimmy Schmidt (Fernsehserie, Episode 2x06)
- 2016: Mildred & The Dying Parlor (Kurzfilm)
- 2016: Brave New Jersey
- 2016: Goldbricks in Bloom
- 2016–2017: Frontier (Fernsehserie, 12 Episoden)
- 2016–2019: Easy (Fernsehserie, 4 Episoden)
- 2017: Kate Can’t Swim
- 2018: Fabled (Fernsehserie)
- 2018–2019: Sweetbitter (Fernsehserie, 14 Episoden)
- 2019: State of the State (Kurzfilm)
- 2020: The House at Night (The Night House)
- 2020: The Empty Man
- 2021: Together Together
- 2022: Archive 81 (Fernsehserie, 8 Episoden)
- 2023: Jemand, den ich mal kannte (Somebody I Used to Know)

### Produktion
- 2016: Mildred & The Dying Parlor (Kurzfilm)
- 2017: Kate Can’t Swim
- 2017: Stand for Rights (Fernsehspezial)
- The 2017 ESPY Awards (Fernsehspezial)
- 2018: Fabled (Fernsehserie; auch Drehbuch)
- 2019: Be the Ball (Dokumentation)
- 2021: Actual People
- 2022: Whiling (Kurzfilm; auch Regie)
- 2022: Troy (Kurzfilm)